# 尾形仂
尾形 仂（おがた つとむ、1920年1月28日 - 2009年3月26日）は、日本の国文学者。成城大学名誉教授。専門は近世文学、特に俳諧。

## 経歴
1920年、東京府東京市で生まれた。1941年、東京高等師範学校文科第二部を卒業。1943年、東京文理科大学文学科国語国文学専攻を卒業。在学中は能勢朝次・山岸徳平に師事し、潁原退蔵の指導を受けた。同年、海軍予備学生として土浦海軍航空隊に入隊。1945年、東京大空襲で家族全員を失い、終戦を迎えた。
戦後は会社勤めを経て、1955年に東京教育大学文学部助教授に就いた。1975年、同教授に昇格。1977年、東京教育大学閉学に伴い退官し、成城大学教授となった。1990年、成城大学を退職し、名誉教授となった。

## 受賞
- 1974年 - 『蕪村自筆句帳』（筑摩書房）で文部科学大臣賞[1]。
- 1975年 - 『蕪村自筆句帳』で読売文学賞受賞[1]。
- 1992年 - 草加市市政功労者[1]

## 研究内容・業績
近世文学、特に俳諧を専門とした。主な著書は『座の文学』で、下記のとおり多数の著書がある。
芭蕉・蕪村研究等を引き継ぎ、『おくのほそ道』（1967）を始めとする多くの書籍を刊行し、『蕪村全集』（講談社全9巻 1992.5-2009.9）の監修を行った。また岳父でもある潁原退蔵が作成した語彙カードを弟子たちと共に長年かけて編集し、遺稿が結実したのが『江戸時代語辞典』（角川学芸出版）である。没する直前の2008年11月に刊行され、2009年11月に第63回毎日出版文化賞を受賞した。
潁原退蔵・尾形仂コレクション
東京都福生市の福生市郷土資料室に収集資料が寄贈され、2013年には「特別展示：新聞錦絵 潁原退蔵・尾形仂コレクション」展も開催された。

## 家族・親族
- 妻：国文学者・潁原退蔵の次女雅子[1]。潁原の没後、お悔やみの書簡を出した事がきっかけで結婚した。

## 著作
著書
- 『松尾芭蕉』「日本詩人選17」筑摩書房 1971
  - ちくま文庫 1989
- 『座の文学』 角川書店 1973
  - 『座の文学　連衆心と俳諧の成立』 講談社学術文庫 1997
- 『俳諧史論考』 桜楓社 1977
- 『芭蕉の世界』 NHK放送ライブラリー：日本放送出版協会 1978
  - 改訂 講談社学術文庫 1988
- 『芭蕉・蕪村』 花神社（正・続）1978-1985
  - 改訂版 岩波現代文庫 2000
- 『森鷗外の歴史小説 史料と方法』 筑摩書房 1979[注釈 1]
  - 『鴎外の歴史小説 史料と方法』 岩波現代文庫 2002
- 『俳句と俳諧』 角川書店 1981
- 『詩歌日本の抒情7　歌仙の世界』 講談社 1986　
  - 『歌仙の世界 芭蕉連句の鑑賞と考察』 講談社学術文庫 1989
- 『俳句の周辺』 富士見書房 1990
- 『蕪村の世界  古典を読む』 岩波書店 1993
  - 岩波同時代ライブラリー 1997
- 『俳句の可能性』 角川書店 1996
- 『「おくのほそ道」を語る』 角川書店・角川選書 1997
  - 『芭蕉のこころをよむ　「おくのほそ道」入門』 角川ソフィア文庫 2014
- 『野ざらし紀行評釈』 角川書店・角川叢書 1998
- 『おくのほそ道評釈』 角川書店 2001
  - オンデマンド版2016
- 『俳句往来　芭蕉・蕪村・寅彦　そして現代俳句』 富士見書房 2002
- 『尾形仂 国文学論集』 角川学芸出版 2011

校注・編纂
- 『季吟俳論集』 北村季吟 古典文庫 1960
- 『談林俳論集 第1』古典文庫 1963
- 『おくのほそ道』潁原退蔵共訳注、角川文庫 1967
  - 『新版 おくのほそ道』角川ソフィア文庫 2003
- 『芭蕉の本3　蕉風山脈』角川書店 1970
- 『蕪村自筆句帳』筑摩書房 1974
- 『鑑賞日本古典文学33　俳句 俳論』白石悌三共編、角川書店 1977

- 『日本を創った人びと18　松尾芭蕉　詩心に生きた漂泊の俳人』日本文化の会・編、平凡社 1978
- 『俳句の解釈と鑑賞事典』 旺文社 1979
  - 新編・笠間書院 2000
- 『芭蕉の時代』 大岡信共著 朝日新聞社 1981
- 『芭蕉必携　別冊国文学』 学燈社 1981
- 『蕪村俳句集　付春風馬堤曲他二篇』 岩波文庫 1989
- 『蕪村全集』 講談社(全9巻) 編者代表 1992～2009。
- 『俳文学大辞典』共著、角川書店 1995
- 『近世四季の秀句』 井本農一共編 角川書店 1998
- 『芭蕉ハンドブック』 三省堂 2002